# Боротьба з надмірностями в будівництві
Боротьба́ з надмі́рностями в будівни́цтві — архітектурна реформа в СРСР, у наслідок якої відмовилися від  імперського неокласицизму на користь функціональної типової архітектури. Старт змінам дала постанова Центрального Комітету КПРС і Ради міністрів СРСР № 1871 від 4 листопада 1955 року «Про усунення надмірностей у проєктуванні і будівництві».

## Передумови архітектурної реформи
Архітектурний аскетизм сповідували ще конструктивісти. Однак у 1930-х роках більшовицьке керівництво оголосило авангардний стиль занепадницьким і чужим ідеалам пролетарської держави.
Водночас 1935 року Микита Хрущов наголосив про необхідність індустріалізації будівництва й зниження його вартості, зокрема і шляхом переведення виробництва будівельних конструкцій і деталей на промисловий потік. Ці ж думки він повторив 1945 року у промові про відновлення міст після Німецько-радянської війни.
У грудні 1949 року лідер радянської держави Йосип Сталін викликав із Києва Хрущова, який на той час був партійним керівником в Україні, і призначив його першим секретарем Московського обласного комітету партії. Темпи житлового будівництва у Москві були незадовільними. А плани з будівництва виконувались лише на 30 %. Ситуація в СРСР в цілому була ще гіршою.
Розвиток промисловості породжував різке зростання міського населення. Для нових робітників створювалось переважно тимчасове житло: гуртожитки, бараки. У цілому на кожного нового містянина було збудовано 2,3 м². Становище із житлом загострили величезні руйнування, заподіяні Німецько-радянською війною, під час якої було знищено 70 млн м² житлової площі. Це спонукало Хрущова знову повернутися до ідеї підвищення ефективності будівництва. Для реалізації цих завдань, за його сприянням, був створений спеціальний проєктний інститут і посилена секція типового проєктування будинків.
У січні 1952 року радянський уряд затвердив Інструкцію для складання проєктів і кошторисів з промислового і житлово-громадського будівництва, яка забороняла надмірності в архітектурі й зайві витрати в будівництві, а також наказувала максимально використовувати типові проєкти.
На той час найголовнішими пріоритетами в будівництві оголосили швидке збільшення обсягів житлового будівництва, використання типових конструкцій й індустріальних методів будівництва, впорядкування міст, підвищення поверховості будинків з 3 — 5 до 9 — 14 поверхів, розвиток мереж водопостачання та каналізації.

## Про усунення надмірностей у проєктуванні і будівництві
7 жовтня 1953 року Микиту Хрущова обрали першим секретарем ЦК КПРС. Однією з найперших реформ, які ініціював новий радянський керівник, була архітектурна. Відмова від помпезного сталінського неокласицизму послужила сигналом до десталінізації. 
У 1954 році в ЦК КПРС звернувся архітектор Георгій Градов із повідомленням «про шкідництво старих професорів», які гальмують перехід на нові індустріальні методи будівництва і тому перешкоджають задоволенню потреб трудящих у житлі. Тоді ж у пресі з'явились публікації із засудженням індивідуального (штучного) проєктування, надмірного декорування й еклектизму сталінської архітектури. Імперський стиль був засуджений за формалізм і буржуазність.
Керівництво держави долучилось до критики. З відповідною доповіддю на ІІ Всеросійському з'їзді будівельників виступив Микита Хрущова. А 4 листопада 1955 року вийшла постанова «Про усунення надмірностей у проєктуванні і будівництві», основним автором якої був архітектор Георгій Градов. Влада вважала, що надмірне декорування — марнотратство державних коштів:
| «Нічим не виправдані вежові надбудови, численні декоративні колонади і портики та інші архітектурні надмірності, запозичені з минулого, стали масовим явищем під час будівництва житлових і громадських будівель, як наслідок, за останні роки на житлове будівництво перевитрачено значні державні кошти, на які можна було б побудувати не один мільйон квадратних метрів житлової площі для трудящих»[1]. |
З-поміж міст, в яких допускались значні архітектурні надмірності, у постанові згадали й українські міста Київ і Харків.

## Наслідки реформи
Після постанови «Про усунення надмірностей у проєктуванні і будівництві» розпочалося масове зведення хрущовок, проєктуванням яких займались уже з кінця 1940-х років.
Із 1960-х років житлове будівництво базувалось здебільшого на промисловій основі. Забудовувались цілі мікрорайони з 5- і 9-поверховими серійними панельними будинками. Це знижувало собівартість будівництва і дозволяло збільшити площі житла.
Зрештою, кожна квартира проєктувалась для окремої сім'ї, а не для декількох, як було у попередню добу. За визначенням дослідників, відбулася «соціально-побутова революція», коли десятки тисяч сімей усвідомили, що вимушене об'єднання в комунальній квартирі декількох сімей не нормальна організація побуту радянської людини, а втручання у приватне життя родини.
У Києві хрущовками ранніх типів (серій 438, 464, 480), починаючи з 1957 року, забудовували Першотравневий масив, Соцмісто, Відрадний, Нивки.
У партійних документах повідомлялось про збільшення кількості квартир у 1959—1965 роках у 2,3 рази, ніж у попередній період.
Архітектурна реформа також вплинула на формування радянського бруталізму й неомодернізму. З'явився і новий стиль оформлення громадських будівель. У містобудуванні почали орієнтуватись на мікрорайонну забудову. Поява великої кількості житлових і громадських споруд без декору сприяла розвиткові монументально-декоративного мистецтва. Тоді ж народилась і київська монументалістика.